# 京都文教大学
京都文教大学（きょうとぶんきょうだいがく、英語: Kyoto Bunkyo University）は、京都府宇治市槇島町にある私立大学。1996年大学設置。大学の略称はKBU。

## 概観

### 大学全体
- 2学部3学科。現在の経営母体は学校法人京都文教学園
- 京都文教大学の設置構想は、1990年（平成2年）に京都文教短期大学が創立30周年を迎えるにあたり、21世紀に向けた学園の将来構想として、大学院を含めた四年制大学の設立を策定、この実現に向けて光暁館、同唱館の建設に着手したことに始まる。

この工事は、1991年（平成3年）に完成し、同年8月に学園内に大学設置検討委員会が設けられ、大学の基本理念と設置構想の策定作業に着手し、次の通りの結論を得た。
1. 仏教精神にもとづく「人間」教育という学園の創立理念を生かしたものであること。
2. 人間の「心」、「行動」、「文化」を主題とする学問・教育のトポス（場）として設立するものであること。
3. 豊かな教養と人格を備え、幅広い視野と専門的能力を有して、人類社会の発展に寄与・貢献する人材の育成を目指すこと。
4. 学術研究の進展、社会経済の発展に伴う新たな需要に対応する、極めて必要性の高い分野で、かつ近隣に類似の学部・学科が十分に設置されていないものであること。
5. 男女共学の大学にすると共に、地域社会・市民に広く「開かれた大学」を実現すること。
6. 四年制大学の設置にとどまらず、続いて大学院を設置する枠組みの中で全体構想を考えること。

このような基本構想を踏まえ、大学設置検討委員会は、「文化人類学科」と「臨床心理学科」の2学科からなる「人間学部」の設置案をまとめ、当時、学園の学術顧問であった梅棹忠夫、川喜田二郎、河合隼雄、樋口和彦（元学長）らの指導のもと、1993年（平成6年）学園理事会の決議を経て設置申請を行い、1996年（平成8年）京都文教大学人間学部の開学に至った。
- 同じ文教の名を冠する北海道文教大学、東北文教大学、文教大学、愛知文教大学、広島文教女子大学とは、現在はまったく関係がない。

### 建学の精神
京都文教学園の建学の精神は、仏教の基本とも言うべき「三宝帰依」であり、これを三枝樹正道初代学園長は
- 謙虚にして真理探究 （帰依仏）
- 誠実にして精進努力 （帰依法）
- 親切にして相互共同 （帰依僧）

と表現した。
この精神をうけ、京都文教大学は「四弘誓願」を建学の理念とする。
これは菩薩（ブッダの生き方を模範にして人生を歩む人）の立てる四つの誓いのことで、
(1) かぎりなき他者貢献
(2) たえまなき自省自戒
(3) たゆみなき真理探究
(4) ゆるぎなき人格完成
の4つを言う。
これは、自己研鑽して自己の目的を達成したら、その知識や経験に
基づいて社会や他者の幸せに貢献し、またその社会や他者の幸せに
貢献できる喜びを自らの喜びとする生き方である。
この生き方をわかりやすく表現すれば、「響きあうこころ　生かしあういのち」となる。

### 学風および特色
- 浄土宗に則った思想をベースとしている。

## 沿革
- 1904年 - 法然院の獅子谷仏定上人の発願で高等家政女学校が創設。
- 1960年 - 家政学園短期大学開学。
- 1961年 - 家政学園短期大学を京都家政短期大学へ名称変更。
- 1967年 - 短期大学を京都府宇治市へ移転。
- 1980年 - 京都文教短期大学へ名称変更。
- 1994年 - 家政学園創立90周年。
- 1996年 - 京都文教大学(人間学部)開学。
- 2000年 - 大学院修士課程（文化人類学研究科・臨床心理学研究科）開設。
- 2002年 - 大学院博士課程（臨床心理学研究科）開設。
- 2004年 - 現代社会学科開設。
- 2004年 - 京都文教学園創立100周年。
- 2008年 - 日本初の臨床心理学部を開設。
- 2012年 - 人間学部を総合社会学部へ名称変更。
- 2013年 - 臨床心理学部教育福祉心理学科開設。総合社会学部の文化人類学科と現代社会学科を総合社会学科へ統合（2013年度入学生から）。

## 基礎データ

### 所在地
宇治市槇島町千足80に所在する。

### 交通アクセス
- 最寄りは近鉄京都線向島駅。同駅からは、スクールバスが運行されている。

## 組織および教育、研究

### 組織

#### 学部
- 臨床心理学部
  - 臨床心理学科
- 総合社会学部
  - 総合社会学科
    - 公務員コース
    - 経済・経営コース
    - メディア・社会心理コース
    - スポーツ・健康コース
    - 観光・地域デザインコース
    - 食マネジメントコース

  - 実践社会学科（2024年度開設）
- こども教育学部
  - こども教育学科
    - 小学校教育コース
    - 幼児教育コース
    - 小中英語教育コース

#### 研究科
- 臨床心理学研究科
  - 臨床心理学専攻

#### 付属機関
- 心理臨床センター
- 人間学研究所
- 産業メンタルヘルス研究所
- 地域協働研究教育センター
- 臨床物語学研究センター

#### 採択されているプログラム
- 特色ある大学教育支援プログラム
  - 平成19年度　現場主義教育充実のための教育実践ー地域と結ぶフィールドワーク教育ー
- 質の高い大学教育推進プログラム
  - 平成20年度　文化コーディネーター養成プログラムーモノ・ひと・地域を活かす大学ミュージアムを活用した実践的人材育成教育ー
- 大学教育・学生支援推進事業（学生支援推進プログラム）
  - 平成21年度　学びと社会をつなぐ資格連動型キャリア支援プログラム
- 大学間連携共同教育推進事業
  - ＜地域連携＞選定取組名称：産学公連携によるグローカル人材の育成と地域資格制度の開発
- 産業界のニーズに対応した教育改善・充実体制整備事業
  - 平成24年度　滋京奈地区を中心とした地域社会の発展を担う人材育成
- 平成26年度「地（知）の拠点整備事業」
  - 京都府南部地域ともいき（共生）キャンパスで育てる地域人材

#### 資格取得
- 中学校教育職員免許状（社会）：教育福祉心理学科以外の全学科
- 高等学校教育職員免許状：臨床心理学部臨床心理学科、総合社会学部現代社会学科、総合社会学部総合社会学科では公民。総合社会学部文化人類学科では地理歴史
- 学芸員：総合社会学部文化人類学科、総合社会学部総合社会学科
- 精神保健福祉士（受験資格）：臨床心理学部臨床心理学科
- 認定心理士：臨床心理学部臨床心理学科
- 社会調査士：総合社会学部全学科
- 小学校教員職員免許状（小学校教諭1種免許状）：臨床心理学部教育福祉心理学科　　他学科生は佛教大学との連携プログラム（別途費用が必要）により取得可能

#### 京都文教公開講座
京都文教短期大学エクステンションセンター運営。

## 学生生活

### 学園祭
- 涼暮祭（すずくれさい）と呼ばれるプレイベントがある。
- 指月祭（しげつさい）と呼ばれ、大学・短大合同で行われる。

### スポーツ
- 女子サッカークラブは、2008年度創部。釜本邦茂客員教授がアドバイザーを務める。2008年度関西学生女子サッカー春期リーグ2部と秋期リーグ2部で優勝。

## 国際交流（協定校・協力校）
- マギル大学（カナダ）
- トンプソンリバーズ大学（カナダ）
- リンフィールド大学（アメリカ）
- 天津商業大学（中国）
- 厦門大学嘉庚学院（中国）
- 湖西大学校（韓国）

## 関連人物
- 樋口和彦 - 元学長
- 鑪幹八郎 - 前学長
- 平岡聡 - 学長
- 綾部恒雄 - 元人間学部教授
- 高山龍三 - 元人間学部教授
- 滝口俊子 - 元人間学部教授
- 西川祐子 - 元人間学部教授
- 野口雅昭 - 元人間学部教授
- 鈴木七美 - 元人間学部助教授
- 島悟 - 元臨床心理学部教授
- 鵜飼正樹 - 総合社会学部教授
- 柏岡富英 - 元総合社会学部教授
- 橋本和也 - 元総合社会学部教授
- 依田博 - 元総合社会学部教授
- 黒宮一太 - 総合社会学部准教授
- 高石浩一 - 臨床心理学部教授
- 森正美 - 総合社会学部教授
- 釜本邦茂 - 客員教授（文化実践論、2006年9月～）
- 鏡リュウジ - 客員教授
- 桐竹勘十郎 - 客員教授
- 中村獅童 - 客員教授
- 平田オリザ - 客員教授

## 施設

### 宇治キャンパス
キャンパスの一部は京都文教短期大学と共同使用されている。
- 光暁館（K：こうぎょうかん）： 健康管理センター、事務局、臨床心理学部研究室、心理学実習室、脳波測定室、編集室、指月ホール、最勝殿、教室。
- 普照館（F：ふしょうかん）： 図書館、情報処理実習室、総合社会学部研究室、人間学研究所、教室。
- 常照館（J：じょうしょうかん）： 法人事務局、大学院図書館、大学院研究室、教室、心理臨床センター。
- 弘誓館（G：ぐぜいかん）： 大教室。
- 恵光館（E：えこうかん）： 食堂、書店（丸善）がある。
- 至道館（S：しどうかん）： コンビニエンスストア（ファミリーマート）、キャリアサポート課、短大図書館、音楽実習室がある。
- 時習館（C：じしゅうかん）： クラブボックス、多目的ルーム、トレーニングルーム、音楽練習室。
- 同唱館（どうしょうかん）： 同唱館ホール。
- 月照館（M：げっしょうかん）：短期大学校舎。
- サロン・ド・パドマ：学生サロン。
- 尋源の池： 日本庭園。水琴窟があり、「樹心亭（じゅしんてい）」と「洗心亭（せんしんてい）」と呼ばれる２つの日本家屋がある。夏になればハスの花が咲く。
- キャンパスのほぼ中央部には「総願の鐘」があり、大学のシンボルとされている。その近くにはクスノキが植えられている。

### サテライトキャンパス
学生と地域の人々との地域連携、地域交流の場として平成19年6月に宇治市宇治壱番の宇治橋通り商店街に、同年10月に京都市伏見区東大手町の伏見大手筋商店街にそれぞれオープンした。ゼミや授業の実習・研究発表の場として利用される他、ワークショップ、講演会、コンサート、ギャラリー、子育て相談等が開催されている。
- 京都文教サテライトキャンパス宇治橋通り
JR西日本宇治駅より徒歩3分。宇治橋通り商店街サイトー写真館となり。
- 京都文教サテライトキャンパス伏見大手筋
近畿日本鉄道桃山御陵前駅、京阪電気鉄道伏見桃山駅より徒歩5分。伏見大手筋商店街モスバーガーとなり。
- 京都文教サテライトキャンパス大久保（ぶんきょうサテキャン大久保）
近畿日本鉄道大久保駅より徒歩3分。平和堂100BAN店内2館。

## 系列校
- 京都文教短期大学
- 京都文教高等学校
- 京都文教中学校
- 京都文教小学校
- 京都文教短期大学附属家政城陽幼稚園